# Tubicera
Tubicera is een geslacht van insecten uit de familie van de Bochelvliegen (Phoridae), die tot de orde tweevleugeligen (Diptera) behoort.

## Soorten
- T. lichtwardti Schmitz, 1920